# Hebe Vessuri
Hebe M. C. Vessuri ( n. 1942, Buenos Aires ) es una antropóloga y profesora argentina, de nacionalidad argentina y venezolana, formada en la Universidad de Oxford, donde obtuvo un doctorado en Antropología Social. En 2017, fue reconocida con el Premio John Desmond Bernal Prize de la Sociedad de Estudios Sociales de la Ciencia (4S, Society of Social Studies of Science). En 2018, recibió en Argentina el Premio Bernardo Houssay Trayectoria 2017 en el Área de Ciencias Humanas.

## Biografía
Es parte de los científicos argentinos emigrados hacia Venezuela para refugiarse de la última dictadura argentina, autoproclamada "Proceso de Reorganización Nacional", (1976 - 1983). A su llegada a Caracas se incorporó a la Facultad de Ciencias Económicas y Sociales de la Universidad Central de Venezuela (UCV) como profesora de la cátedra de Antropología Social en la Escuela de Sociología y Antropología Cultural. Posteriormente, ingresó al área de Ciencia y Tecnología del Centro de Estudios para el Desarrollo (CENDES), que pertenece a la UCV, donde fundó la Maestría en Política y Gestión de la Innovación Tecnológica. Durante 9 años trabajó allí, en lo que, durante mucho tiempo, fue el único centro de investigación social y de docencia universitaria de América Latina sobre ciencia y tecnología.
En esta época, el principal interlocutor del Área de Ciencia y Tecnología del CENDES fue el Consejo Nacional de Ciencia y Tecnología (CONICIT). E incluso, se realizaron acuerdos marcos con el CONICIT, diseñados y operados por grupos de investigadores de esos departamentos.  El CENDES sigue siendo una institución académica y de investigación en ciencias sociales, especializadas en la formación de cuadros estatales de Planificación, era lógico pedirles apoyo para la formación de los futuros directivos del CONICIT. Este último tiene, en ese sentido, desde 2001, un contrato de investigación financiado por el equipo de Ciencia y Tecnología del CENDES. Hebe Vessuri ha dado cuenta de una necesidad institucional formulada por el Estado, y al mismo tiempo dio pruebas de una activa colaboración entre una institución del Estado y la Universidad.
Hebe Vessuri fue directora del Programa de Ciencia Política de la Universidad Estatal de Campinas, en Brasil (1987-1990).  Fue jefa del Centro de Estudios de la Ciencia del Instituto Venezolano de Investigaciones Científicas  desde 1992 hasta 2010, fundando el programa de postgrado en Estudios Sociales de la Ciencia (Maestría y Doctorado) en 1993. Actualmente es Investigadora Emérita del IVIC, investigadora del Centro de Investigaciones en Geografía Ambiental (CIGA) de la Universidad Nacional Autónoma de México (UNAM), investigadora emérita del Sistema Nacional de Investigadores de México e investigadora principal del CONICET en el Instituto Patagónico de Ciencias Sociales y Humanas CONICET-CENPAT

## Contribución a la ciencia en Venezuela
Hebe Vessuri fue pionera, junto a Olga Gasparini, Yajaira Freites y Marcel Roche, en el desarrollo de los Estudios Sociales de la Ciencia en Venezuela. Contribuyó de manera determinante en la institucionalización de este campo en el país, a través de la creación de programas de posgrados.
Se le debe a Hebe Vessuri reunir a científicos en diversos proyectos en Estudios Sociales de la Ciencia. Así ha reunido varias colecciones de artículos escritos sobre sociología, economía, e historia,  y también de medicina, epistemología, y de las "ciencias duras" como disciplinas e instituciones científicas de Venezuela. Por último, ha efectuado acciones proactivas y asertivas en defensa del papel y el lugar de la investigación dentro de la Universidad.
Un reciente libro O inventamos, o erramos reúne algunas de sus artículos más importantes.

## Algunas publicaciones y artículos
- Vessuri H. 2009. Mercado de trabajo del TSU en química del IUT Región Capital. En: Diferencia de la educación superior: sus relaciones con el mundo laboral, empleo y trabajo. Ed. Dra. Estela Ruiz. UNAM, pp. 191-218 en línea (enlace roto disponible en Internet Archive; véase el historial, la primera versión y la última).

- ------------. 2009. Cambios Recientes en la internacionalización de las ciencias Sociales: La sociedad de redes impacta América Latina. En: Fuga de cerebros, movilidad académica redes científicas. Perspectiva latinoamericana, Editores Sylvie Didou Aupetit Etienne Gérard IESALC “ CINVESTAV - IRD, México, pp. 189-203 en línea (enlace roto disponible en Internet Archive; véase el historial, la primera versión y la última).

- ------------. 2008. De la pertinencia social a la sociedad del conocimiento. En La educación superior en América Latina y el Caribe: diez años después de la Conferencia Mundial de 1998, pp. 459-478. Pontífica Universidad Javeriana. IESALC-UNESCO en línea (enlace roto disponible en Internet Archive; véase el historial, la primera versión y la última).

- ------------. 2007. La Gobernabilidad del riesgo y sistemas de conocimiento en la gestión ambiental en el Parque Nacional Canaima (Venezuela).En: Jornadas Iberoamericanas sobre Desarrollo Sostenible desde un Enfoque Semántico. Santa Cruz de la Sierra (Bolivia). Revista Internacional de Ciencias de la Tierra en línea

- ------------. 2007. Usando Ciencia, Tecnología e Innovación para el Desarrollo Sustentable. En: Jornadas Iberoamericanas sobre el Desarrollo Sostenible desde un Enfoque Semántico, Santa Cruz de la Sierra (Bolivia). Revista Internacional de Ciencias de la Tierra en línea

- ------------. 2007. The Distributed Knowledge Base of the Oil Industry in Venezuela and the Private-Public Dynamics. En: Jürgen Enders & Ben Jongbloed (eds.) Public-Private Dynamics in Higher Education. Kluwer/Springer en línea (enlace roto disponible en Internet Archive; véase el historial, la primera versión y la última).

- ------------. 2006. Gobernabilidad del riesgo y política del conocimiento. Enmarcando la convergencia tecnológica. ESOCITE VI. Bogotá. en línea (enlace roto disponible en Internet Archive; véase el historial, la primera versión y la última).

- ------------. 2006. History of science and policy implications in a developing country setting. The Nobel symposium (publicado en: Grandin, K. and T. Frangsmyr (eds.): The science - industry nexus: History, policy, implications. Sagamore Beach, MA: Watson Publishing International)

- ------------, Gallopín G. 2006. Science for sustainable development: articulating knowledges. En Guimarães Pereira, Â., Guedes Vaz, S. et Tognetti, S. (eds.) 2006. Interfaces between science and society, Sheffield (UK): Greenleaf Publishing, pp. 35-51

- ------------. 2006. Difusión y adopción tardía de la «revolución instrumental». La instrumentación en la catálisis venezolana en el último tercio del siglo XX. ESOCITE VI. Bogotá en línea (enlace roto disponible en Internet Archive; véase el historial, la primera versión y la última).

- ---------------, Canino M.V. 2005. «Juegos de espejos: la investigación sobre petróleo en la industria petrolera y medio académico venezolanos », in Texera Arnal, Y. et Martín Frechilla, J.J. (éd.) (2005). Petróleo Nuestro y Ajeno. La Ilusión de Modernidad, Caracas.

- ------------. 2005. Ciencia, política e historia de la ciencia contemporánea de Venezuela. Rev. Venez. de Econ. y Ciencias Sociales 11 (1 ): 65-87 en línea (enlace roto disponible en Internet Archive; véase el historial, la primera versión y la última).

- ---------------, Canino M.V. 2002. Latin American catalysis as seen through the Iberoamerican Catalyst Symposia. Science, Technology & Society 7 ( 2) : 339-363

- ---------------. 2002. Introduction: Innovation Context and Strategy of Scientific Research in Latin America. Science, Technology & Society 7 ( 2) : 201-213

- ---------------. 2002. Special Issue: Innovation Context and Strategy of Scientific Research in Latin America. Science, Technology & Society, 7

- Arvanitis R., Vessuri H. 2001. Cooperation between France and Venezuela in the field of catalysis. International Social Science Journal 168, junio, pp. 201-217

- ---------------, Vessuri H. 2001. La coopération franco-vénézuelienne dans le domaine de la catalyse. Revue Internationale des Sciences Sociales 168, junio pp. 221-238

- Vessuri, Hebe. 2000. Ethical Challenges for the Social Sciences on the Threshold of the 21st Century. Current Sociology 50 ( 1 ): 135-150. Social Science Ethics: A Bibliography, Sharon Stoerger MLS, MBA

- ---------------. 1999. Los viajes de G.G. Simpson a Sudamérica: visión científica y experiencia subjetiva. Redes 6 ( 14) : 13-49

- ---------------. 1997. El Centro de Investigación y Estudios Avanzados del IPN (CINVESTAV). En Gómez, H., Jaramillo, H. (eds.) 1997. 37 modos de hacer ciencia en América Latina, Santafé de Bogotá: Colciencias, T.M. editores, pp. 25-48

- ---------------. 1997. El Instituto Venezolano de Investigaciones Científicas (IVIC). En Gómez, H., Jaramillo, H. (eds.) 1997. 37 modos de hacer ciencia en América Latina, Santafé de Bogotá: Colciencias, T.M. editores, pp. 3-24

- ---------------. 1997. Bitter harvest: the growth of a scientific community in Argentina. En Gaillard, J., Krishna, V.V. et Waast, R. (eds.) 1997. Scientific communities in the developing world, London & New Delhi: Sage, 307-335

- --------------- (ed.) 1996. La academia va al mercado. Relaciones de científicos académicos con clientes externos. Caracas: FINTEC

- ---------------, Canino M.V. 1996. Sociocultural dimensions of technological learning. Science, Technology and Society 1 ( 2): 333-349

- ---------------. 1996. El proceso de institucionalización de la ciencia. En Salomon, J.-J., Sagasti, F. et Sachs, C. (eds.) 1996. La búsqueda incierta. Ciencia, Tecnología y desarrollo. Colección Lecturas FCE, México DF: Fondo de Cultura Económica, pp. 199-233

- ---------------. 1994. L'institutionalisation de la science. En Salomon, J.-J., Sagasti, F., Sachs-Jeantet, C. (eds.) 1994. La quête incertaine: Science, technologie, développement. París: Económica / UNU, pp. 177-212

- ---------------. 1994. The institutionalization process. En J-J Salomon, F.R. Sagasti & C. Sachs-Jeantet (comps.) The Uncertain Quest. Science, Technology, and Development. Tokio, Universidad de las Naciones Unidas, pp. 168-200

- ---------------. 1994. Sociología de la ciencia: enfoques y orientaciones. En Martínez, E. (ed.) 1994. Ciencia, Tecnología y Desarrollo: interrelaciones teóricas y metodológicas, Caracas: Nueva Sociedad & UNU/CEPAL/UNESCO/CYTED, pp. 51-89

- Ruiz Calderón H., Vessuri H., Di Prisco M.C., et al. (eds.) 1992. La ciencia en Venezuela : pasado, presente y futuro. Colecciones Serie Medio Milenio. Caracas: Lagoven S.A.

- Vessuri H.M.C. 1992. Ciencia, tecnología y modernización en Venezuela, segundo periodo 1959-1990. La ciencia en Venezuela: pasado, presente y futuro, Caracas: Lagoven S.A. pp. 20-33

- ---------------. 1991. Perspectivas recientes en el estudio social de la ciencia. Interciencia 16 ( 2 ): 60-68

- ---------------. 1990. El sísifo sureño: las ciencias sociales en Argentina. Revista Quipu 7 ( 2 ): 149-185

- ---------------. 1990. 'O inventamos, o erramos'. The Power of Science in Latin America. World Development 18 ( 11) : 1543-1553

- ---------------. 1988. El proceso de profesionalización de la ciencia venezolana: la Facultad de Ciencias de la Universidad Central de Venezuela. Quipu 4 ( 2): 253-284

- ---------------. 1988. A strategy for Latin American physiology as seen from 'Acta Physiologica Latinoamericana', 1950-1971. Social Studies of Science

- ---------------. 1987. La Revista Científica Periférica. El caso de Acta Científica Venezolana. Interciencia 12 (  3 ): 124-134

- ---------------. 1987. The Social Study of Science in Latin America. Social Studies of Science 17 ( 3 ): 519-554

- --------------- (ed.) 1987. Las instituciones científicas en la historia de la ciencia en Venezuela. Caracas: Fondo Editorial Acta Científica Venezolana

- ---------------. 1986. La investigación científica contemporánea y sus aplicaciones. Revista Espacios (Caracas) 6 ( 6 ): 9-16

- ---------------. 1986. La Revista Científica Periférica. Simposio sobre Publicaciones Científicas en América Latina. Problemas de la edición, impresión, distribución y difusión, Caracas, 24-26 sep 1986

- ---------------. 1986. The universities, scientific research and the national interest in Latin America. Minerva 24 ( 1 ): 1-38

- --------------- (ed.) 1984. Ciencia académica en la Venezuela moderna. Caracas: Fondo Editorial Acta Científica Venezolana

- ---------------. 1983. Condiciones sociales de la producción y cambio tecnológico en la agricultura venezolana, in Suárez, M., Torrealba, M. et Vessuri, H. (éd.) (1983). Cambio social y urbanización en Venezuela, Caracas: Monte Ávila, pp. 141-177

- ---------------. 1983. Scientific Inmigrants in Venezuela: National Indentity and International Science. En Marks, A.E., Vessuri, H. (eds.) 1983. White collar migrants in the Americas and the Carribean. Leiden, Netherlands: Royal Institute of Linguistics and Anthropology, pp. 171-198

- Díaz E., Texera Y., Vessuri H. 1983. La ciencia periférica. Caracas: Monte Ávila

- Marks A.E., Vessuri H. 1983. White collar migrants in the Americas and the Carribean. Leiden, Netherlands: Royal Institute of Linguistics and Anthropology.

- Suárez M., Torrealba M., Vessuri H. 1983. Cambio social y urbanización en Venezuela. Caracas: Monte Ávila

- Vessuri H.M.C. 1982. Tres enfoques de la relación ciencia y desarrollo en Venezuela. En Aguilera, M., Rodríguez, V. et Yero, L. (eds.) 1982. La participación de la comunidad científica frente a las alternativas del desarrollo, Caracas: AsoVAC, pp. 43-52

- ---------------. 1977. Procesos de transición en comunidades de obreros rurales y articulación social. E.Hermitte y L. Bartolomé (eds.) Procesos de articulación social, pp. 196-237, Amorrortu en línea (enlace roto disponible en Internet Archive; véase el historial, la primera versión y la última).

- ---------------, Santiago Bilbao. 1976. Campo de Herrera, Tucumán, the first cooperative for agricultural work in Argentina, five years after its creation. J.Nash, N.Hopkins y J.Dandler (eds.) Popular participation in social change. Cooperatives, collectives, and nationalised industry, pp. 211-231, Mouton en línea (enlace roto disponible en Internet Archive; véase el historial, la primera versión y la última).

### Libros
- ------------. 2007. 'O inventamos, o erramos': La ciencia como idea-fuerza en América Latina. Colección Ciencia, tecnología y sociedad, dirigida por P. Kreimer. Editorial Bernal (Argentina): Universidad Nacional de Quilmes Editorial. 397 pp. ver sección ‘Editorial’, también (enlace roto disponible en Internet Archive; véase el historial, la primera versión y la última).

- ------------. 2007. Claves del desarrollo científico y tecnológico de América Latina. Ed. Siglo XXI de España. 457 pp. ISBN 843231305X en línea

- Sörlin S., Vessuri H. (eds.) 2007. Knowledge society vs. Knowledge Economy: Knowledge, Power, and Politics. Nwe York: Palgrave. 208 pp. ISBN 0230603513

- Vessuri H. 1998. La investigación y desarrollo (I+D) en las universidades de América Latina. Ed. Fondo Editorial Fintec. 531 pp. ISBN 9800749888

- ------------. 1995. La academia va al mercado: relaciones de científicos académicos con clientes externos. Ed. Fondo Editorial FINTEC. 378 pp.

- Humberto Ruiz Calderón, Hebe M. C. Vessuri, María Cristina Di Prisco, Yajaira Freites, Yolanda Texeira, Marce Roche, José Ávila Bello, Jacinto Convit, Ignacio Ávalos, Walter Jaffé, Julio Urbina. 1992. La Ciencia en Venezuela: pasado presente y futuro. Serie Medio Milenio Cuadernos Lagoven. Lagoven, S.A., Caracas. 164 pp.

- Vessuri H. 1978. Campesino tradicional Venezolano. Ed. Centro de Estudios del Desarrollo, Universidad Central de Venezuela. 291 pp.

- ------------. 1974. La estructura socioeconómica local en una colonia agrícola tucumana, campesinos y empresarios: ocupación y estratificación social entre los obreros de la finca cañera tucumana. Cuadernos de CISCO. Ed. Centro de Investigaciones en Ciencias Sociales. 56 pp.

- ------------. 1973. La actividad socioeconómica en los Departamentos Figueroa y Moreno, Prov. de Santiago del Estero. Ed. Fundación Bariloche. 122 pp.

- ------------. 1973. Colonización y diversificación agrícola en Tucumán. Ed. Departamento Socioeconómico, Facultad de Agronomía y Zootecnia, Universidad Nacional de Tucumán. 312 pp.

- ------------. 1972. Familia: ideología y práctica en un contexto rural argentino. Volumen 1 de Serie. Ed. Centro de Investigaciones y Desarrollo, Universidad Nacional de Tucumán. 74 pp.

- ------------. 1971. Tenencia de la tierra y estructura ocupacional en Santiago del Estero. 57 pp.

- ------------. 1971. Aspectos del catolicismo popular de Santiago del Estero: ensayo en categorías sociales y morales. Serie: investigación y desarrollos teóricos I. Ed. Centro de Investigaciones y Desarrollo, Universidad Nacional de Tucumán. 90 pp.

- ------------. 1971. Land tenure and social structure in Santiago del Estero, Argentina. Volumen 1. Ed. University of Oxford. 738 pp.

## Honores
Miembro
- Consejo de Directores de la red de Internet sobre ciencia y desarrollo Scidev.net. Y preside el Comité Científico Latinoamericano del Foro UNESCO sobre la Educación Superior, la Investigación y el Conocimiento

- Comités científicos del Programa Internacional de Desarrollo Humano (IHDP), el Consejo Internacional de Gobernabilidad del Riesgo (IRGC), y el Comité de Planificación y Revisión (CSPR) del Consejo Internacional de la Ciencia (ICSU)

- Consejo de Gobierno de la Universidad de las Naciones Unidas (UNU)

Cargos
- Vicepresidente de la Unión Internacional de Ciencias Antropológicas y Etnológicas (IUAES), representándola en el Consejo Internacional de Ciencias Sociales (ISSC).[9]

Preseas
- 2006: Premio Nacional de Ciencia y Tecnología de Venezuela.[10]
- 2014: Premio Oscar Varsavsky otorgado por la Sociedad Latinoamericana de Estudios Sociales de la Ciencia y la Tecnología (ESOCITE).
- 2017. Premio John D. Bernal de la Sociedad de Estudios Sociales de la Ciencia (4S, Society of Social Studies of Science).[2][3]